# 杉本博文
杉本 博文（すぎもと ひろぶみ、1957年 - ）は、日本の政治家。福井県今立郡池田町長（7期）。

## 来歴
池田町生まれ。福井県立武生高等学校、鯉淵学園農業栄養専門学校卒業。池田町農業協同組合に入組、1986年退組。農業請負会社「のら農産」を設立、代表に就任。1991年、池田町議会議員に当選。1994年、農事組合法人「コムニタ」を設立、ゼネラルマネジャーに就任。1997年、池田町長に当選。現在7期目、福井県町村会会長、公益財団法人福井県市町振興協会副理事長・代表理事。